# آسن بوکارف
آسن بوکارف (بلغاری: Асен Иванов Букарев؛ زادهٔ ۷ فوریهٔ ۱۹۷۹) بازیکن فوتبال اهل بلغارستان است.
از باشگاه‌هایی که در آن بازی کرده است می‌توان به باشگاه فوتبال لفسکی صوفیه و باشگاه فوتبال زسکا صوفیه اشاره کرد.
وی همچنین در تیم‌های ملی فوتبال زیر ۲۱ سال بلغارستان و بلغارستان بازی کرده است.